# Jürgen Court
Jürgen Court (* 1961) ist ein deutscher Sportpädagoge, Sportphilosoph, Sporthistoriker und Hochschullehrer.

## Leben
Court studierte an der Deutschen Sporthochschule Köln (DSHS) und erlangte den Abschluss als Diplom-Sportlehrer, zudem absolvierte er an der Universität zu Köln ein Lehramtsstudium in den Fächern Sport, Philosophie und Erziehungswissenschaften, welches er mit dem ersten Staatsexamen abschloss. 1988 wurde an der DSHS seine Doktorarbeit angenommen, in der er sich mit der Theorie der Erziehung von Immanuel Kant befasste. Court war als wissenschaftlicher Mitarbeiter an der Pädagogischen und am Philosophischen Seminar der DSHS tätig, 1994 legte er dort seine Habilitation zur Ethik des Sports und zur Allgemeinen Ethik vor. Ihm wurde die Lehrberechtigung für das Fach Sportphilosophie verliehen. 1998 wurde er an der DSHS zum außerplanmäßigen Professor ernannt. 1999 kam durch eine Erweiterungshabilitation die Lehrberechtigung für Sportpädagogik hinzu. Ab April 2000 war Court am Institut für Sport- und Bewegungswissenschaften der Universität Erfurt zunächst Vertretungsprofessor und hernach Professor für Sportpädagogik und Bewegungspädagogik.

## Forschung und Lehre
Zu Courts Forschungsschwerpunkten zählen die Theorie und Praxis der Sportdidaktik, vergleichende Wissenschaftstheorie und Sportgeschichte, vor allem die Geschichte der Sportwissenschaft von 1900 bis 1945. Er behandelte aus sportgeschichtlicher Warte Themen wie die „Personalpolitik an der Deutschen Hochschule für Leibesübungen“, den Ursprung einer Theorie der Leibeserziehung, eine Ideengeschichte der Sportwissenschaft von 1900 bis 1914, Klassikern und Wegbereitern der Sportwissenschaft sowie der Sportwissenschaft in der Weimarer Republik und im Nationalsozialismus. In sportphilosophischer Hinsicht befasste er sich unter anderem mit Aspekten der Sportethik, mit der Frage „Was ist Sport?“, der Sportphilosophie bis 1945 und war Mitverfasser des 1996 von Herbert Haag veröffentlichten Sportphilosophie-Handbuches.
Court war Mitgründer der Deutschen Gesellschaft für Geschichte der Sportwissenschaft, Vorsitzender und Herausgeber der Jahrbücher der Gesellschaft.